# Heves vármegyei 2. sz. országgyűlési egyéni választókerület
A Heves vármegyei 2. számú országgyűlési egyéni választókerület egyike annak a 106 választókerületnek, amelyre a 2011. évi CCIII. törvény Magyarország területét felosztja, és amelyben a választópolgárok egy-egy országgyűlési képviselőt választhatnak. A választókerület nevének szabványos rövidítése: Heves 02. OEVK. Székhelye: Gyöngyös

## Területe
A választókerület az alábbi településeket foglalja magába:
1. Abasár
2. Aldebrő
3. Balaton
4. Bátor
5. Bekölce
6. Bélapátfalva
7. Bodony
8. Bükkszék
9. Bükkszenterzsébet
10. Bükkszentmárton
11. Detk
12. Domoszló
13. Egerbocs
14. Egercsehi
15. Erdőkövesd
16. Fedémes
17. Feldebrő
18. Gyöngyös
19. Gyöngyösoroszi
20. Gyöngyöspata
21. Gyöngyössolymos
22. Gyöngyöstarján
23. Halmajugra
24. Hevesaranyos
25. Istenmezeje
26. Ivád
27. Kál
28. Kápolna
29. Kisfüzes
30. Kisnána
31. Kompolt
32. Markaz
33. Mátraballa
34. Mátraderecske
35. Mátraszentimre
36. Mikófalva
37. Mónosbél
38. Nagyvisnyó
39. Pálosvörösmart
40. Parád
41. Parádsasvár
42. Pétervására
43. Recsk
44. Sirok
45. Szajla
46. Szentdomonkos
47. Szilvásvárad
48. Szúcs
49. Tarnalelesz
50. Tarnaszentmária
51. Terpes
52. Tófalu
53. Váraszó
54. Vécs
55. Verpelét
56. Visonta

## Országgyűlési képviselője
| Név            | Párt                                         | Párt        | Terminus | Megjegyzés                                   |
| -------------- | -------------------------------------------- | ----------- | -------- | -------------------------------------------- |
| Horváth László |                                              | Fidesz-KDNP | 2014 –   | A 2014-es országgyűlési választás eredménye: |
| Horváth László | A 2018-as országgyűlési választás eredménye: | Fidesz-KDNP | 2014 –   |                                              |
| Horváth László | A 2022-es országgyűlési választás eredménye: | Fidesz-KDNP | 2014 –   |                                              |

## Demográfiai profilja
| Iskolai végzettség                | Iskolai végzettség               | Iskolai végzettség | Iskolai végzettség | Iskolai végzettség |
| --------------------------------- | -------------------------------- | ------------------ | ------------------ | ------------------ |
|                                   |                                  |                    |                    | fő                 |
| Általános iskolát nem végezte el  | Általános iskolát nem végezte el |                    | 2458               | 2458               |
| Általános iskola                  | Általános iskola                 |                    | 17208              | 17208              |
| Szakmunkás                        | Szakmunkás                       |                    | 18667              | 18667              |
| Érettségi                         | Érettségi                        |                    | 25205              | 25205              |
| Diploma                           | Diploma                          |                    | 12312              | 12312              |
| A 2022. évi népszámlálás szerint. |                                  |                    |                    |                    |

A Heves vármegyei 2. sz. választókerület lakónépessége 2022. október 1-jén 91 305 fő volt. A 2011-es és a 2022-es népszámlálás között 9420 fővel csökkent a választókerület lakosság száma. A választókerületben a korösszetétel alapján a legtöbben a középkorúak élnek 32 255 fővel, míg a legkevesebben a gyermekek 15 455 fővel. A választókerület lakosságának a 80,4%-nál van internet elérési lehetőség.
A legmagasabb befejezett iskolai végzettség szerint az érettségi végzettséggel rendelkezők élnek a legtöbben 25 205 fő, utánuk a következő nagy csoport a szakmunkások 18 667 fővel.
Gazdasági aktivitás szerint a lakosság közel fele foglalkoztatott 41 671 fő, második legjelentősebb csoport az inaktív keresők, akik főleg nyugdíjasok 25 417 fővel.
A választókerület legjelentősebb nemzetiségi csoportja a cigány 3575 fő, illetve a német 517 fő. Magyar állampolgársággal nem rendelkező külföldi állampolgárok aránya 1,2%.
Vallási összetétel szerint a választókerületben lakók legnagyobb vallása a római katolikus (31 797 fő), valamint jelentős közösség még az evangélikusok (3049 fő). A vallási közösséghez nem tartozók száma szintén jelentős (8603 fő), a választókerületben a második legnagyobb csoport a római katolikus vallás után. 

## Országgyűlési választások
| Párt                             |           | Jelölt         | Szavazatok | %     | ± %  |
| -------------------------------- | --------- | -------------- | ---------- | ----- | ---- |
| Fidesz-KDNP                      |           | Horváth László | 28 878     | 54.91 | 8.76 |
| Egységben Magyarországért        |           | Dudás Róbert   | 19 148     | 36.41 | 16.1 |
| Mi Hazánk                        |           | Hajdara Roland | 3141       | 5.97  | Új   |
| Független                        |           | Érsek Zsolt    | 915        | 1.74  | Új   |
| MEMO                             |           | Barna Richárd  | 505        | 0.96  | Új   |
| Megjelent                        | Megjelent | Megjelent      | 53 270     | 69.32 | 2.17 |
| A Fidesz-KDNP tartja a körzetet. |           |                |            |       |      |

| Párt                             |           | Jelölt              | Szavazatok | %     | ± %   |
| -------------------------------- | --------- | ------------------- | ---------- | ----- | ----- |
| Fidesz-KDNP                      |           | Horváth László      | 25 729     | 46.15 | 9.18  |
| Jobbik                           |           | Vona Gábor          | 23 379     | 41.94 | 6.16  |
| MSZP-Párbeszéd                   |           | Orosz Bálint        | 4632       | 8.31  | 13.86 |
| LMP                              |           | Reichenberger János | 1260       | 2.26  | 0.28  |
| Együtt                           |           | Réz Ágnes           | 191        | 0.34  | 21.83 |
| Egyéb pártok                     |           |                     | 556        | 1     | 1.4   |
| Megjelent                        | Megjelent | Megjelent           | 56 599     | 71.49 | 5.37  |
| A Fidesz-KDNP tartja a körzetet. |           |                     |            |       |       |

| Párt                                |           | Jelölt              | Szavazatok | %     | ± % |
| ----------------------------------- | --------- | ------------------- | ---------- | ----- | --- |
| Fidesz-KDNP                         |           | Horváth László      | 19 798     | 36.97 |     |
| Jobbik                              |           | Vona Gábor          | 19 159     | 35.78 |     |
| Összefogás                          |           | Sós Tamás           | 11 874     | 22.17 |     |
| LMP                                 |           | Lukács Zoltán       | 1360       | 2.54  |     |
| Szociáldemokraták                   |           | Szabó Sándor Miklós | 80         | 0.15  |     |
| Egyéb pártok                        |           |                     | 1282       | 2.4   |     |
| Megjelent                           | Megjelent | Megjelent           | 54 191     | 66.12 |     |
| A Fidesz-KDNP nyeri meg a körzetet. |           |                     |            |       |     |